# François Augustin Reynier de Jarjayes
François Augustin Reynier, cavaliere e conte de Jarjayes (Upaix, 2 ottobre 1745 – Fontenay-aux-Roses, 11 settembre 1822) è stato un generale francese.

## Biografia
François-Augustin Reynier, cavaliere e futuro conte de Jarjayes, nacque da Jean-Antoine Reynier, signore di Jarjayes, di professione notaio reale, e da Marguerite Nicollet. Intrapresa la carriera militare come sottotenente di fanteria, nel 1769 fu assegnato come ufficiale di Stato maggiore all'armata del luogotenente generale delle armate del re Pierre Joseph de Bourcet, di cui divenne aiutante di campo dal 1769 al 1779. L'11 settembre 1770 sposò la nipote del generale, la quindicenne Marie-Anne Louise Bourcet de la Saigne, che gli diede due figli.
Nel 1779 fu nominato capitano, scalando poi i gradi militari fino a quello di tenente colonnello, ottenuto il 13 giugno 1784. Rimasto vedovo nel 1786, si risposò nel novembre dell'anno successivo con una delle dodici damigelle d'onore della regina Maria Antonietta, Louise Marguerite Émilie Henriette Quetpée de Laborde. Nel 1788 fu assegnato a prestare servizio sulla frontiera delle Alpi. Conquistata la fiducia dei reali, che lo nominarono Cavaliere dell'Ordine di San Luigi nel 1789, venne destinato a compiere alcune missioni segrete in Francia e all'estero.
Conquistata la fiducia dei reali, che lo nominarono Cavaliere dell'Ordine di Sain Luigi nel 1789, venne destinato a compiere alcune missioni segrete in Francia e all'estero. Dopo lo scoppio della rivoluzione, avvenuta il 14 luglio dello stesso anno con l'attacco all'hôtel des Invalides e la successiva presa della Bastiglia da parte dei rivoltosi, su incarico de Re, tenuto praticamente prigioniero nel palazzo delle Tuileries, nel dicembre 1790 si recò in missione segreta a Torino presso il conte d'Artois, al fine di scongiurare il tentativo del Principe di Condé di invadere il territorio francese con una armata di realisti, e per organizzare la fuga della famiglia reale.
Il 1º aprile 1791 fu nominato da Re Luigi XVI colonnello aiutante generale e vicedirettore del deposito di guerra di Parigi. Il 21 luglio dello stesso anno la famiglia reale tentò la fuga da Parigi, raggiungendo Varennes, dove fu poi fermata e arrestata, venendo quindi ricondotta al palazzo delle Tuileries. Su incarico della regina, Reynier in quello stesso mese si incontrò segretamente con Antoine Barnave,  fungendo da intermediario tra la famiglia reale e Barnave, Adrien Duport e Alexandre de Lameth al fine di preservare il sistema costituzionale del 1791 dalle mire dei repubblicani.
Promosso maresciallo di campo il 22 maggio 1792, con l'aumentare della tensione tra le frange più estremiste della rivoluzione, il 9 agosto Luigi XVI lo interpellò per organizzare la difesa del palazzo, ma egli lo dissuase in quanto ritenne ogni difesa praticamente impossibile. Il giorno dopo assistette all'attacco dei rivoltosi al palazzo delle Tuilleries, e alla successiva incarcerazione della famiglia reale presso la prigione del Tempio.
L'anno successivo, dopo la morte sulla ghigliottina di Luigi XVI, organizzò, insieme a François Adrien Toulan, un ex rivoluzionario, e Jacques François Lepitre, un insegnante di materie classiche divenuto capo dell'ufficio passaporti del comune, un tentativo per far evadere la regina Maria Antonietta e i membri della famiglia reale dalla prigione del Tempio. Il tentativo di evasione fu pianificato per il 7 marzo 1793, e prevedeva di imbarcare la famiglia reale su una nave a Le Havre per raggiungere l'Inghilterra. Entrato di nascosto nella torre del Tempio indossando gli abiti dell'operaio che vi andava ogni giorno per badare all'illuminazione, ebbe un brevissimo colloquio con Maria Antonietta nel quale la informò del piano organizzato insieme a Toulan e a Lepitre. Il tentativo fallì a causa di Lepitre, che ne ritardò l'attuazione più volte perdendo l'occasione di procurarsi i passaporti falsi, rimandandola infine al 13 marzo. A causa delle cattive notizie sull'andamento della guerra e per le rivolte scoppiate a causa di mancanza di cibo a Parigi, i posti di blocco a protezione della città furono chiusi, e vennero attuate rigide perquisizioni a ogni carrozza. Inoltre, il comitato per i passaporti non emise più questo tipo di documenti.
Nel maggio successivo, su pressione della regina Maria Antonietta, raggiunse la corte dei Savoia, a Torino, recando con sé diversi oggetti e lettere appartenute a Luigi XVI, che la regina gli aveva incaricato di trasmettere al conte di Provenza e al resto della famiglia, che allora si trovavano ad Hamm. Il 6 dello stesso mese il re di Sardegna, Vittorio Amedeo III, cognato di Luigi XVI, lo nominò aiutante di campo dell'Armata sarda. In seguito a questa nomina prese parte alla campagna militare contro le forze rivoluzionarie francesi combattuta nel corso dello stesso anno. Era anche un suddito papalino, nativo del Contado Venassino, e portava le armi contro gli invasori dei domini del papa Pio VI.
Fu anche marginalmente coinvolto nella cosiddetta "cospirazione del garofano", che doveva far evadere la regina dalla Conciergerie nella notte tra il 2 e il 3 settembre 1793 facendole raggiungere Madame de Jarjayes presso il Grand Berceau, di proprietà di Hérault de Séchelles nel territorio di Livry-Gargan, per poi proseguire per la Germania. Anche questo piano, come il precedente, fallì.
Decorato con il titolo di Cavaliere di Gran Croce dell'Ordine dei Santi Maurizio e Lazzaro, rientrò in Francia dopo l'invasione del Piemonte, avvenuta sotto il Consolato. A causa delle precarie condizioni economiche in cui si trovava iniziò a lavorare per mantenere la propria famiglia, assumendo, su incarico del Ministro delle Finanze Martin Michel Charles Gaudin, la carica di vicepresidente della compagnia delle Salines de l'Est. Sotto la Restaurazione il cavaliere de Jarjayes ricevette da Luigi XVIII il grado di tenente generale con ordinanza del 4 febbraio 1815, e si spense successivamente nella sua casa di campagna sita a Fontenay-aux-Roses, nei pressi di Parigi, l'11 settembre 1822.